# Раудатайн
Раудатайн — нафтове родовище у Кувейті. Входить до нафтогазоносного басейну Перської затоки. Запаси 1400 млн т. Річний видобуток в кінці XX ст. — 10 млн т нафти.
На території Кувейту нафта добувається в двох основних районах — Південному і Північному. У центрі другого району і розташоване родовище Раудатайн. З заходу до нього прилягає родовище Хуріба, зі сходу — Сабрія і Бахра.
Раудатайн — друге за значенням нафтове родовище у Кувейті.